# Heterocallia maculosa
Heterocallia maculosa är en fjärilsart som beskrevs av John Henry Leech 1899. Heterocallia maculosa ingår i släktet Heterocallia och familjen mätare. Inga underarter finns listade i Catalogue of Life.